# Хумбараџи
Хумбараџи (тур. Humbaracı Ocağı) је био род отоманске армије, који се бавио израдњом, транспортом и коришћењем топова  (хумбара). Почетак хумбараџија је у 16. веку, када су користили брон за топове. У побуни јањичара 1826. против султана Махмуд II хумбараџи су подржали султана.

## Име
Хумбарџи је реч која деривира из персијске речи hum-i pare. У модерном турском језику означава металну кутију за чување новца.

## Историја
У 16. веку, Мустафа, артиљеријски официр у Османској армији је створио радионицу за стварање артиљерије за мобилизовану пешадију. У 18. веку, одред је достигао 600 војника, у мањим јединицама од 25.